# Nsefu
Nsefu è un ward dello Zambia, parte della Provincia Orientale e del Distretto di Mambwe.